# Udo Grashoff
Udo Grashoff (* 4. Januar 1966 in Halle (Saale)) ist ein deutscher Schriftsteller und Historiker.

## Leben
Grashoff studierte zunächst Biochemie an der Martin-Luther-Universität Halle-Wittenberg und nach der Friedlichen Revolution in der DDR Geschichte und Literaturwissenschaft. 2006 wurde er promoviert. Seit 2019 ist er Privatdozent. Er lebt in Leipzig und lehrt an der dortigen Universität, vor allem zur DDR-Geschichte. Von 2014 bis 2020 war Grashoff als DAAD-Lecturer am University College London tätig. Momentan arbeitet er als wissenschaftlicher Mitarbeiter am Hannah-Arendt-Institut für Totalitarismusforschung.

## Werk
Grashoff veröffentlichte Lyrik, darunter bisher zwei Gedichtbände. In seinen Sachbüchern befasst er sich mit DDR-Geschichte und der Halleschen Regionalgeschichte, unter anderem mit dem Schwarzwohnen. Besondere Beachtung fanden seine Publikationen über den Umgang mit Suiziden in der DDR. Die von ihm herausgegebene und kommentierte Sammlung von Abschiedsbriefen Ich möchte jetzt schließen war in Deutschland ein „unerwarteter Bestseller“, wurde in mehrere Sprachen übersetzt und fand besonders im englischsprachigen Raum Beachtung.

## Veröffentlichungen

### Sachbücher
- In einem Anfall von Depression… Selbsttötungen in der DDR. Links, Berlin 2006, ISBN 978-3-86153-420-4.
- Hallesche Originale: Aus tausendzweihundert Jahren. Hasenverlag, Halle 2006, ISBN 978-3-939468-03-5.
- Johann Friedrich Struensee: Arzt, Staatsmann, Geliebter der Königin. Hasenverlag, Halle 2008, ISBN 978-3-939468-15-8.
- Schwarzwohnen. Die Unterwanderung der staatlichen Wohnraumlenkung in der DDR. V&R unipress, Göttingen 2011, ISBN 978-3-89971-826-3.
- Leben im Abriss: Schwarzwohnen in Halle an der Saale. Hasenverlag, Halle 2011, ISBN 978-3-939468-58-5.
- Wir wollen freie Menschen sein! Der DDR-Volksaufstand vom 17. Juni. Landeszentrale für politische Bildung Erfurt 2013, ISBN 978-3-943588-15-6.
- Studenten im Aufbruch. – Unabhängige studentische Interessenvertretung an der Martin-Luther-Universität Halle-Wittenberg 1987–1992. Mitteldeutscher Verlag, Halle (Saale) 2019, ISBN 978-3-96311-208-9.
- Die DDR im Jahr 1977. Zwischen Routine und Resignation. Landeszentrale für politische Bildung Erfurt 2019, ISBN 978-3-946939-54-2.
- Die DDR im Jahr 1990. Zwischen Anarchie und Westintegration. Landeszentrale für politische Bildung Erfurt 2021, ISBN 978-3-948643-20-1.
- Gefahr von innen. Verrat im kommunistischen Widerstand gegen den Nationalsozialismus. Wallstein-Verlag, Göttingen 2021, ISBN 978-3-8353-3950-7.
- »Raumschiff Erde« Geschichte des Umweltbewusstseins in Deutschland im 19. und 20. Jahrhundert. Landeszentrale für politische Bildung Erfurt 2021, ISBN 978-3-948643-61-4.
- Jugendhaus Halle. »Die Schlägerei hört einfach nicht auf«. Gefängnisalltag (1971–1990). Mitteldeutscher Verlag 2023, ISBN 978-3-96311-788-6.

Aufsätze
- Angezweifelte Selbsttötungen politischer Häftlinge in der DDR. In: Horch und Guck. 1/2008.
- Erst rot, dann braun? Überläufer von der KPD zu NS-Organisationen im Jahr 1933. In: Günther Heydemann, Jan Erik Schulte, Francesca Weil (Hrsg.): Sachsen und der Nationalsozialismus (= Schriften des Hannah-Arendt-Instituts für Totalitarismusforschung. Band 53). Vandenhoeck & Ruprecht, Göttingen 2014, ISBN 3-525-36964-6, S. 215–236.
- Willkür oder Methode? Zur Ahndung kommunistischer Gestapomitarbeit in der SBZ/DDR. In: Andreas Kötzing, Francesca Weil, Mike Schmeitzner, Jan Erik Schulte (Hrsg.): Vergleich als Herausforderung. Festschrift zum 65. Geburtstag von Günther Heydemann (= Schriften des Hannah-Arendt-Instituts für Totalitarismusforschung. Band 57). Vandenhoeck & Ruprecht, Göttingen 2015, ISBN 978-3-525-36969-2, S. 159–169.
- Der Umgang der SED mit dem Verrat kommunistischer Widerstandskämpfer gegen den Nationalsozialismus 1933 bis 1945. In: Anita Krätzner (Hrsg.): Hinter vorgehaltener Hand. Studien zur historischen Denunziationsforschung (= Deutschland. Der Bundesbeauftragte für die Unterlagen des Staatssicherheitsdienstes der Ehemaligen Deutschen Demokratischen Republik: Analysen und Dokumente, Bd. 39). Vandenhoeck & Ruprecht, Göttingen 2015, ISBN 978-3-525-35081-2, S. 97–110.
- Opportunismus und Überläufertum im Konzentrationslager Sachsenburg im Jahr 1933. In: Bert Pampel, Mike Schmeitzner (Hrsg.): Konzentrationslager Sachsenburg (1933–1937) (= Schriftenreihe der Stiftung Sächsische Gedenkstätten. Band 16). Sandstein, Dresden 2018, ISBN 978-3-95498-382-7, S. 262–276.
- Der Mann, der nie ins Kino ging: Adolf Sauter. Vom KPD-Nachrichtendienst über Gestapo und CIC zur Organisation Gehlen. In: Zeitschrift für Geschichtswissenschaft 67 (2019) 7/8, S. 601–621.
- Suizide bei den Grenztruppen und im Wehrdienst der DDR. In: Deutschland Archiv., 16. Februar 2021.
- Kern und Peripherie. Zur Struktur politischer Tabus in der DDR. Das Suizidtabu als Beispiel. In: Jahrbuch für Historische Kommunismusforschung 2023, S. 239–255.

als Herausgeber
- Ich möchte jetzt schließen. Briefe vor dem Freitod. Reclam, Leipzig 2004, ISBN 3-379-20109-X.
- Das vergessene Lager. Eine Dokumentation zum Außenkommando des KZ Buchenwald in Halle/Saale 1944/45. Hasenverlag, Halle 2010, ISBN 978-3-939468-33-2.
- mit Uta Franke, Heidi Bohley, Falco Werkentin: Verhängnisvoll verstrickt: Richard Hesse und Leo Hirsch – zwei jüdische Funktionäre und ihre Lebenswege in zwei Diktaturen. Hasenverlag, Halle 2014, ISBN 978-3-945377-01-7.
- Comparative Approaches to Informal Housing Around the Globe. UCL Press, London 2020, ISBN 978-1-78735-523-1.

### Gedichtbände
- Ein Stück Schnee verteidigen. Gedichte. Stekovics, Halle an der Saale 2001, ISBN 3-932863-60-7.
- Schiefe Menhire. Verlagshaus Berlin, Berlin 2015, ISBN 978-3-945832-01-1.